# Virpazar
Virpazar är en ort i Montenegro. Den ligger i den södra delen av landet vid Shkodrasjön. Virpazar ligger 13 meter över havet och antalet invånare är 337.
Terrängen runt Virpazar är varierad. Närmaste större samhälle är Bar, 16,9 km söder om Virpazar. Omgivningarna runt Virpazar är en mosaik av jordbruksmark och träskmarker.